# ضيفد ترانسفالي
ضيفد ترانسفالي (الاسم العلمي: Dyschoriste transvaalensis) هو نوع من النباتات يتبع جنس الضيفد من الفصيلة الأقنتية.